# R++
R++ 是一种基于C++的编程语言，由贝尔实验室在 1990 年代开发，但由于贝尔系统的剥离导致 AT&T 和朗讯之间对实验室开发的工作的合法权利进行了分割，因此在两家公司对所有权发生争议时，没有看到立即的商业发展。